# بايين هشتل (دابوي الجنوبي)
بایین هشتل (بالفارسية: پایین‌هشتل) هي قرية تقع في إيران في قسم دابوي الجنوبی الريفي. يقدر عدد سكانها بـ 870 نسمة بحسب إحصاء 2016.